# 3792 Preston
3792 Preston eller 1985 FA är en asteroid i huvudbältet som upptäcktes den 22 mars 1985 av den amerikanska astronomen Carolyn S. Shoemaker vid Palomar-observatoriet. Den är uppkallad efter den amerikanske författaren Richard Preston.
Asteroiden har en diameter på ungefär 5 kilometer.